# Зубов, Николай Владимирович
Николай Владимирович Зубов (22 июля (3 августа) 1867 — не ранее 1908) — русский композитор, поэт-песенник.

## Биография
Из старинного вологодского дворянского рода. Сын губернского секретаря Владимира Алексеевича Зубова. Детские годы его прошли в имении деда Алексея Александровича Зубова Шоломово в живописных местах Вологодчины. Рос в музыкальной атмосфере. Так, его дядя, военный инженер-строитель Михаил Алексеевич Зубов (1810—1886), был большим любителем музыки и пения и часто собирал в большом 100-метровом зале своего вологодского дома целый хор, насчитывавший до 130 членов, выписывал из-за границы ноты, пел арии из опер и пробовал даже сам сочинять музыку. Его сын, Михаил Михайлович, стал профессиональным оперным певцом.
Из формулярных списков дворян Российского государственного исторического архива известно, что Николай «выдержал экзамены при Александровском кадетском корпусе для лиц, желающих поступить вольноопределяющимися 3-го разряда. Явился к исполнению воинской повинности и зачислен в ратники ополчения 2-го разряда (1888). Определён на службу в Канцелярию Санкт-Петербургского градоначальника писцом (1889). Назначен канцелярским служителем 2-го разряда той же Канцелярии (1892 г.). Вдов». Служил в Петербурге под началом П. А. Грессера.
Во время службы Николая Зубова в Петербурге его двоюродные племянники и ровесники, Михаил Юльевич и Георгий Николаевич, учились в Санкт-Петербургской консерватории по классу композиции. На свои слова писал романсы и издавал их и дальний родственник граф Сергей Платонович Зубов. Николай Владимирович конечно встречался с ними у общих родных и знакомых и мог слушать их произведения.
Профессионального музыкального образования не получил, так как семья жила в бедности. Нотной грамотой не владел. Несмотря на это, не позднее 1892 года стал сочинять музыку: из письма Нины Юльевны Зубовой, датируемого февралём 1892 года, следует что Николай Зубов «пишет вальсы… Теперь он пишет романсы».
В письме от 20 ноября 1894 года она описывала его: «удивительно талантлив, память богатейшая. По нотам играть не умеет, а все, что слышит, может сыграть сейчас же на память, …слишком уж способен, ему никаких нот не нужно. Когда мы говорили с ним об операх, он разбирает их по кусочкам, может спеть каждую мелодию, а оперы он всё почти знает. У него есть товарищ, который записывает все, что он ему играет своего сочинения, потому, что сам даже писать нот не умеет. Просто удивительно».
В 1899 году Николай Зубов впервые услышал А. Д. Вяльцеву, знаменитую эстрадную исполнительницу романсов, русских и цыганских песен, и очарованный ею, создал и посвятил ей романсы «С тобой вдвоём» и «Под чарующей лаской твоею». Ей же был посвящён самый известный романс Зубова «Не уходи, побудь со мною», написанный на стихи композитора. Из 300—312 романсов репертуара А. Вяльцевой 40—42 являлись сочинениями Н. В. Зубова, в том числе известный «Вяльцева-альбом». На протяжении 1899—1905 почти все романсы Зубова посвящаются Вяльцевой, последний из которых «Я хотел бы тебя забыть» был создан композитором, когда певица уехала на Дальний Восток к раненому на русско-японской войне гвардейскому офицеру Василию Бискупскому, ставшему впоследствии её мужем.
С 1906 года Николай Зубов перестаёт создавать свои музыкальные произведения (по крайней мере, более поздние его сочинения не были обнаружены). Согласно книгам «Весь Петербург», в 1907 году он ещё продолжал служить в Канцелярии Управления Российского общества Красного Креста, получив звание коллежского секретаря, переехал из дома № 17 по Гагаринской улице на Каменноостровскую в дом № 24. С 1908 года его след теряется.

## Творчество
Николай Зубов — автор не менее 165 вокальных произведений и фортепьянных миниатюр. Если считать 1892 год началом его композиторской деятельности, а 1906 год — её концом, то получается, что в среднем он писал по одному романсу или фортепьянной миниатюре в месяц.
На рубеже XIX—XX веков был чрезвычайно популярным композитором, ноты с произведениями которого издавались огромными тиражами, во много раз превышавшими тиражи классической музыки. Издавались как отдельные нотные тетради Зубова, так и романсы и фортепьянные произведения в наиболее раскупаемых сборниках: «Романсы и песни Николая Владимировича Зубова», «Два новых цыганских романса» соч. Н. В. Зубова, «Новейшие цыганские песни», «Новые цыганские романсы», «Последние цыганские романсы», «Успехи цыганского пения», «Цыганская жизнь», «Цыганский мир», «Цыганский табор», «Цыганское раздолье», «Цыганские вечера», «Цыганские ночи», «Цыганские глазки», «Среди цыган», «Ночь у Яра», «Незабвенные ночи», «Музыкальные новости», «Новейшие вальсы», «Нувелист» и другие.
Вначале сочинял салонные музыкальные произведения, позже — серьёзные классические романсы для солистов Императорских театров, элегии, баркаролы, вальсы, мазурки, краковяки, марши и другие.
Посвящал свои романсы исполнителям песен этого жанра («Камама тут» («Люблю тебя») и «Жажду свиданья» на свои собственные стихи).